# 神戸市立室内小学校
神戸市立室内小学校（こうべしりつ むろうちしょうがっこう）は、兵庫県神戸市長田区前原町1丁目に所在する公立小学校。

## 沿革
- 1925年9月 - 開校

## 通学区域
- 神戸市長田区[1]
  - 四番町1 - 4丁目、五番町1 - 6丁目、六番町1 - 6丁目、七番町、房王寺町1・2丁目、重池町1・2丁目、前原町1・2丁目

※卒業後は基本的に神戸市立丸山中学校に進学する。

## 校区周辺
- 新湊川
- 兵庫県立夢野台高等学校
- 神戸外語教育学院

## 交通
- 神戸市営地下鉄西神・山手線 上沢駅より北西500m

## 通学区域が隣接している学校
- 神戸市立名倉小学校
- 神戸市立宮川小学校
- 神戸市立御蔵小学校
- 神戸市立水木小学校
- 神戸市立会下山小学校
- 神戸市立夢野の丘小学校